# Codonocera crueta
Codonocera crueta är en kräftdjursart som beskrevs av Brady 1902. Codonocera crueta ingår i släktet Codonocera och familjen Cypridinidae. Inga underarter finns listade i Catalogue of Life.